# Carlos Maçaranduba
Carlos Maçaranduba e Ulson Montanha são personagens do extinto programa de televisão da Rede Globo, Casseta & Planeta, Urgente!. 
Maçaranduba (Claudio Manoel) e Montanha (Bussunda) são paródias aos pitboys, rapazes brigões frequentadores de academias de musculação e viciados em anabolizantes. Como todo pitboy, Maçaranduba só quer saber de briga, exaltar sua masculinidade e exercitar sua pouca capacidade cerebral. Não descuida de seu feroz cão Bull Terrier, o "Sadam" (referência a um pit bull real de um lutador de jiu-jitsu, por sua vez homenagem a Saddam Hussein). O quadro parodia os "bonecos dublê" falsos usados na TV brasileira, ao mostrar a dupla espancando-os sem dó.
Eles começavam a pancadaria ao som da música Hold Back the Water, do grupo canadense Bachman-Turner Overdrive (BTO).  
O quadro contou também com participações especiais, tais como: Ronaldo, Zezé di Camargo & Luciano, além de Xuxa e Angélica, que participaram de um episódio no qual a dupla ingeriu anabolizante estragado e se transformou em Maçaranxuxa e Montanhélica.

## Bordões mais famosos
- Querido diário. Querido não, porque querido é coisa de boiola! Diário (ex: "anabolizado", "bem-apessoado")! (quando começa o episódio)
- O quê?! (sempre que algo não o agrada) Este cara está obviamente duvidando da minha masculinidade!! Vou dar... porrada!!

## Origem
O personagem Carlos Maçaranduba foi criado nos anos 80 pelo jornal carioca O Planeta Diário (que posteriormente se fundiu à revista Casseta Popular na Casseta & Planeta) Seu lema era Carlos Maçaranduba, o fodão do Bairro Peixoto. O sobrenome se refere a uma árvore (Maçaranduba ou Manilkara), cuja madeira é usada em construção civil.